# Höppner-Haus

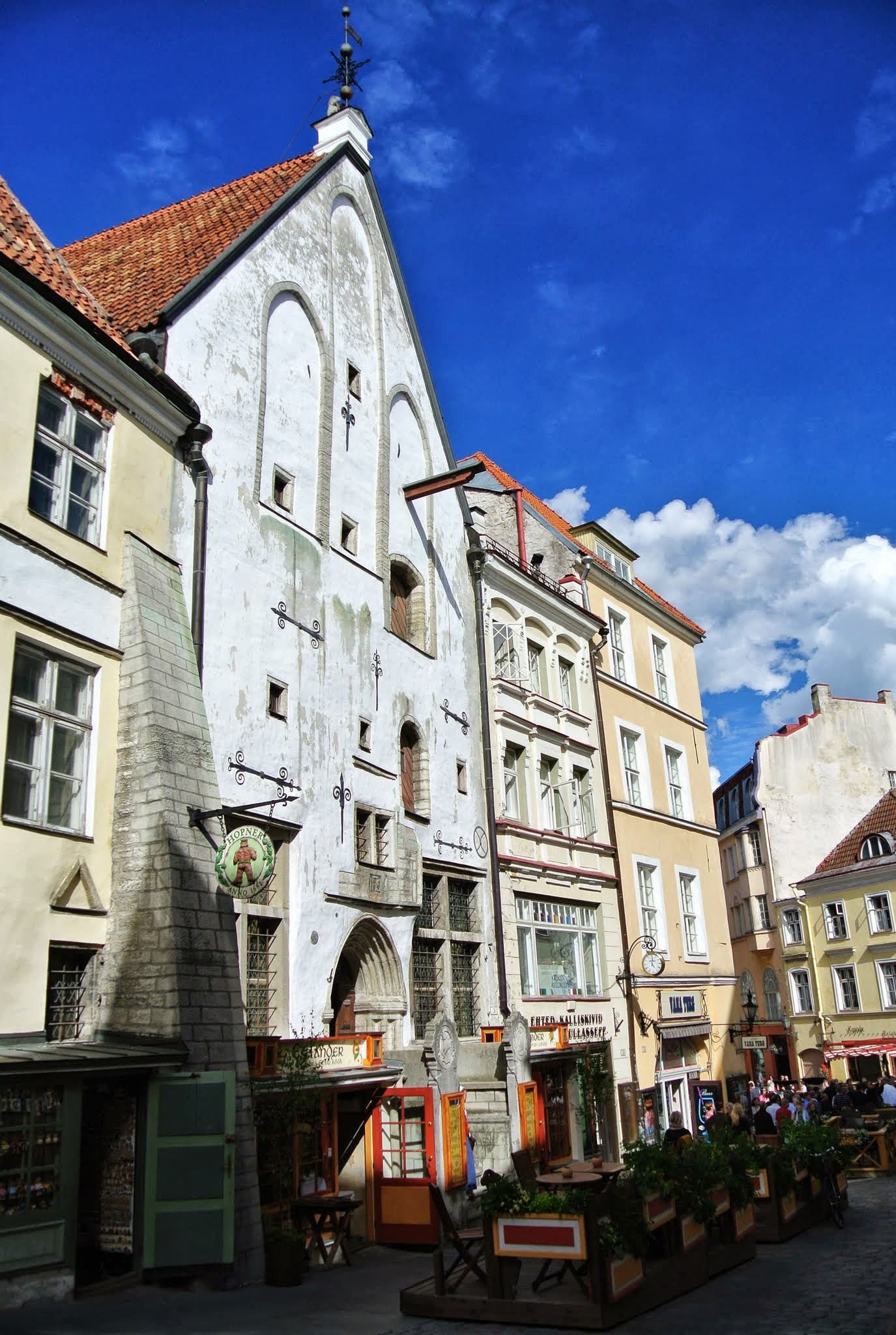
Höppner-Haus

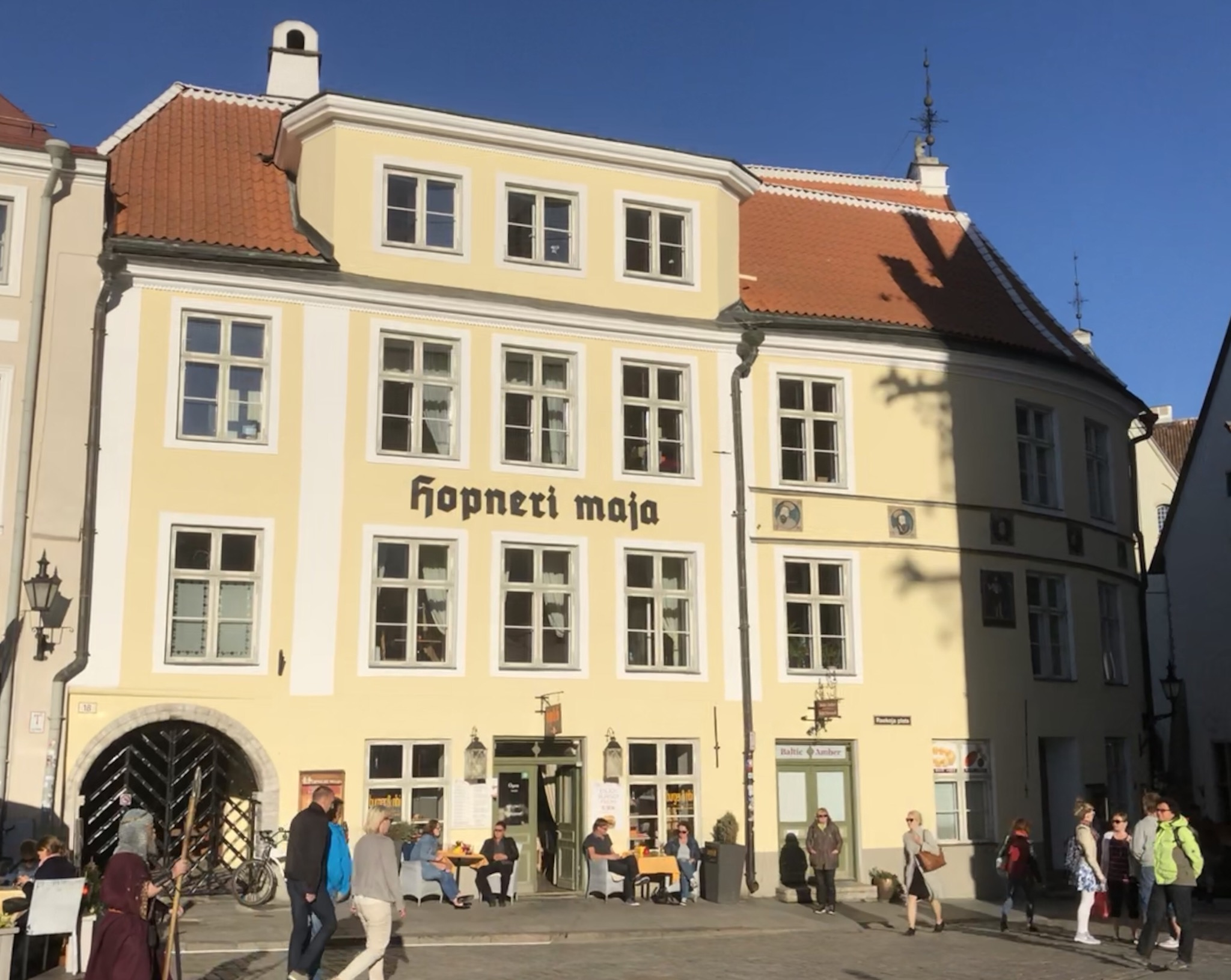
Blick vom Rathausplatz, 2018

Das Höppner-Haus (estnisch Hopneri Maja) ist ein denkmalgeschütztes Gebäude in der estnischen Hauptstadt Tallinn (deutsch Reval).

## Lage
Es befindet sich in der historischen Revaler Altstadt auf der Nordseite der Markthalsgasse (estnisch Vanaturu kael) in einer Ecklage zum westlich gelegenen Rathausplatz (Raekoja plats) an der Adresse Markthalsgasse 3, Rathausplatz 18. Nördlich grenzt das gleichfalls denkmalgeschützte Haus Rathausplatz 17 an.

## Architektur und Geschichte
Das Bürger- und Kaufmannshaus geht bis auf die Zeit des 14./15. Jahrhunderts zurück. Ein Wohnhaus an dieser Stelle ist für 1367 erwähnt. Ein großes Geschäftshaus entstand wohl 1420. Ursprünglich befanden sich auf dem Grundstück so mehrere Häuser, die dann 1665 zu einem Gebäude zusammengefasst wurden. Es gehörte dem Kaufmann Johan Höppner, auch in der Schreibweise Johan Hopner überliefert, auf den die heutige Benennung zurückgeht. Das heutige Erscheinungsbild geht im Wesentlichen auf Umbauten des Jahres 1681 zurück.
Der Eingangsbereich des Hauses von der Markthalsgasse aus ist mit einem Beischlag versehen. Es handelt sich um den einzig original erhaltenen Beischlag in Reval. Bemerkenswert sind auch die beiden großen Fenster des Erdgeschosses. Von 1981 bis 1984 fand eine umfangreiche Restaurierung statt.
Im Inneren des Hauses besteht die für die Kaufmannshäuser der Zeit typische Raumaufteilung eines Diele-Dornse-Hauses mit einer großen Diele und einer beheizbaren Dornse. Oberhalb der Diele befindet sich ein Speichergeschoss.
Zum Höppner-Haus gehört auch das Eckhaus zum Rathausplatz. Es ist mit farbigen vom Bildhauer Arent Passer geschaffenen Reliefs versehen. Sie zeigen die Evangelisten Markus, Matthäus, Lukas und Johannes, die Apostel Paulus und Petrus sowie darunter Jesus. Die originalen aus dem 16. Jahrhundert stammenden Reliefs sind jedoch inzwischen im Gebäude, an der Fassade wurden Nachbildungen angebracht.
Als Denkmal wurde das Gebäude am 15. April 1997 registriert und ist unter der Nummer 3070 im estnischen Denkmalverzeichnis eingetragen.